# Harianvi (sprog)
Harianvi (devanagari: हरियाणवी ) er et sprog beslægtet med vesthindi, som er modersmål for 28 millioner (1992). 
De fleste af dem, der taler harianvi bor i den indiske stat Haryana. Der bor også et harianvitalende mindretal i Pakistan.
Sproget bliver skrevet med skriftsproget devanagari. Af nogle bliver sproget regnet som den nordligste dialekt af hindi, men harianvitalende og hinditalende kan ikke forstå hinanden, hvis de ikke har lært det andet sprog.